# Guri Stormoen
Guri Stormoen (10 de septiembre de 1901 – 1 de noviembre de 1974) fue una bailarina y actriz teatral y cinematográfica noruega. Fue muy conocida por su papel de Mathilde en la película Fant, estrenada en 1937.

## Biografía
Nacida en Oslo, Noruega, sus padres eran el actor Harald Stormoen y la directora teatral Inga Bjørnson. Por parte de su padre estaba emparentada con Hans Stormoen, Kjell Stormoen y Even Stormoen. Por parte de su madre, su abuela era Bjørnstjerne Bjørnson. 
Estudió ballet en el Teatro nacional de Oslo bajo la dirección de Gyda Christensen. Subió por vez primera a los escenarios a los ocho años de edad en una representación navideña de La princesa y el guisante en la cual actuaba Lillebil Ibsen.
Debutó como actriz teatral en 1918. Su primer papel fue el de Hulda en la obra Kjærlighed og Venskab, de Peter Egge, una representación llevada en gira por Noruega. Después empezó a trabajar en el cabaret Chat Noir, llegando posteriormente al Mayol-teatret y otros escenarios. Tras unos años en Dinamarca, volvió a Oslo, donde empezó a actuar en el Det nye teater. 
Fue una popular actriz de revista en teatros de Oslo. En 1953-54 se mudó a Stavanger, donde trabajó en el Rogaland Teater desempeñando diferentes papeles de importancia, destacando el titular en la obra de Bertolt Brecht Madre Coraje y sus hijos. Llevaba 15 años trabajando en el Rogaland Teater cuando cumplió cincuenta años en 1968. En esos años calculaba haber hecho 58 papeles diferentes. Algunos de sus papeles se habían escrito para actores masculinos, pero el teatro los adaptó para ser encarnados por Guri Stormoen. Una de esas adaptaciones llegó con la versión teatral de la onovela de León Tolstói Guerra y paz.
Su primera actuación en el cine llegó en 1921 con la película Felix. Una de sus cintas más relevantes fue Fant (1937), dirigida por Tancred Ibsen y basada en la novela de Gabriel Scott, y en la cual también actuaba Alfred Maurstad.
Stormoen también trabajó para la televisión y la radio. En 1959 actuó en una versión de la pieza de Samuel Beckett Alle dem som faller, emitida en el Radioteatret de la Norsk Rikskringkasting. En 1969 actuó en el telefilm de la misma cadena De gamle damene y en 1970 en Nattmagasinet.
Guri Stormoen falleció en Stavanger, Noruega, en el año 1974. Durante un corto período estuvo casada con el cantante danés Povl Jensen.

## Filmografía
- 1970 : Nattmagasinet (TV)
- 1960 : Veien tilbake
- 1956 : Toya
- 1954 : Troll i ord
- 1953 : Brudebuketten
- 1953 : Ung frue forsvunnet
- 1951 : Ukjent mann
- 1951 : Storfolk og småfolk
- 1946 : Et spøkelse forelsker seg
- 1943 : Vigdis
- 1942 : Det æ'kke te å tru
- 1942 : Jeg drepte!
- 1942 : En herre med bart
- 1940 : Bastard
- 1938 : Ungen
- 1937 : Fant
- 1937 : To levende og en død
- 1921 : Felix